# リスク分析
リスク分析（リスクぶんせき、英: Risk analysis）とは、リスクアセスメントのプロセスのひとつである。

## リスク分析の手法
- フォルトツリー解析 (Fault Tree Analysis, FTA)
初期の事象を一番上に書いた場合、その要因をその下に向かって書いていき、全ての要因をあたかも木の形のように列挙して書いていく解析法。ある事象に対して要因の抜けがなく、個々の要因を分析することによって、ある事象の全ての発生要因を分析できる。
- 故障モード影響解析 (Failure Mode and Effect Analysis, FMEA)
- 事象の木解析 (Event tree analysis, ETA)
システム故障が発生するまでの過程を発生確率とその対策の成功、失敗などを踏まえ解析したもの。事象の木（ET)と呼ばれる樹形図が使用される。
- FMECA
- HAZOP
- What-If分析 (What-if analysis)
仮に(What-If)ある事象が発生した場合その結果何が生じるかをブレインストーミングにより分析する古典的方法。
- SWIFT (Structured What If Technique , 構造化"What-if"技法)
- AHP法

### 保険数理学
- バリュー・アット・リスク (VaR)